# Бенедикта Хенриета фон дер Пфалц
Бенедикта Хенриета Филипина фон Пфалц-Зимерн (на немски: Benedikta Henriette Philippine von Pfalz-Simmern; * 14 март 1652, Париж; † 12 август 1730, Аниер сюр Сен) от род Вителсбахи, е пфалцграфиня от Пфалц-Зимерн и чрез женитба херцогиня на Брауншвайг-Люнебург, княгиня на Люнебург и Каленберг.

## Живот
Дъщеря е на пфалцграф Едуард фон дер Пфалц (1625 – 1663) и Анна Гонзага (1616 – 1684), дъщеря на Карло I Гонзага (1580 – 1637), херцог на Мантуа.
Бенедикта Хенриета се омъжва на 30 ноември 1668 г. в Хановер за Йохан Фридрих фон Брауншвайг-Каленберг (1625 – 1679) от род Велфи, херцог на Брауншвайг-Люнебург, княз на Княжество Люнебург и княз на Княжество Каленберг в Хановер.
След смъртта на нейния съпруг Бенедикта Хенриета с дъщерите си се мести през 1679 г. във френския двор в Париж при братовчедката си Елизабет Шарлота (1652 – 1722), съпруга на Филип I Орлеански. Тя си кореспондира с Готфрид Лайбниц, когото нейният съпруг приема в двора на Хановер.

## Деца
Бенедикта Хенриета и Йохан Фридрих имат четири деца:
- Анна София (1670 – 1672)
- Шарлота Фелицита (1671 – 1710), ∞ 1696 г. за Риналдо д’Есте (1655 – 1737), херцог на Модена и Регио
- Хенриета Мари (1672 – 1757)
- Вилхелмина Амалия (1673 – 1742), ∞ 1699 г. за император Йозеф I (1678 – 1711)